# Afgan Abdurahmanov
Afgan Aghasaf oglu Abdurahmanov (en azerí: Əfqan Ağasəf oğlu Abdurahmanov; Bakú, 25 de mayo de 1976 – Tartar, 10 de octubre de 2020) fue un militar de Azerbaiyán, teniente coronel del Ejército de la República de Azerbaiyán, participante de la Guerra de Patria en 2020, Héroe de la Guerra Patria.

## Biografía
Afgan Abdurahmanov nació el 25 de mayo de 1976 en Bakú. En 1997 sirvió en el ejército de Azerbaiyán. En 2001 se graduó de la Escuela Militar Superior de Azerbaiyán. Después de graduarse de la escuela continuó su educación en el Centro de Capacitación y Educación de las Fuerzas Armadas.
En julio de 2002 comenzó a servir en una unidad militar en Ganyá. En 2016 participó en la Guerra de los Cuatro Días.
Afgan Abdurahmanov también participó en la Guerra de Patria en 2020. Desempeñó un papel especial en la liberación de Sugovushan. El 10 de octubre de 2020 cayó mártir en raión Tartar. El 9 de diciembre de 2020, por la orden del Presidente de Azerbaiyán, fue galardonado póstumamente con la Medalla de Héroe de la Guerra Patria.

## Premios y títulos
- Medalla de distinción en el Servicio Militar (Azerbaiyán) (3.º grado) (2016)
- Medalla "Centenario del ejército azerbaiyano" (2018)
- Orden “Por la Patria"[3]
- Medalla de Héroe de la Guerra Patria (2020)[4]
- Medalla Por la liberación de Sugovushan (2020)[5]